# سلین دیون
سلین ماری کلودت دیون (فرانسوی: Céline Marie Claudette Dion‎؛ زادهٔ ۳۰ مارس ۱۹۶۸) خوانندهٔ کانادایی است. از او با عنوان «ملکهٔ بالادهای پاور» یاد شده و بابت آواز ماهرانه و قدرتمندش مورد توجه است. موسیقی او شامل ژانرهایی مانند پاپ، راک، آراندبی، گاسپل و کلاسیک می‌شود. آثار او عمدتاً به زبان‌های انگلیسی و فرانسوی بوده‌است، اگرچه او به زبان‌های اسپانیایی، ایتالیایی، آلمانی، لاتین، ژاپنی و چینی نیز خوانده‌است.
او اولین و دومین آلبوم خود را در سال ۱۹۸۱ عرضه کرد، و پس از آن سری دیسک‌های خود را در کبک راهی بازار کرد و بلافاصله به موفقیت رسید. سلین دیون در سال ۱۹۸۳ و با ترانه‌ای با عنوان «از عشق یا از دوستی» در فرانسه شناخته شد. بین سال‌های ۱۹۸۶ تا ۱۹۸۹ شیوه پوشش و سبک موسیقایی خود را متحول کرد و با کمپانی سی بی اس (سونی بی ام جی در آینده) قرارداد بست، سپس به هدف آماده کردن خود برای ارائه کارهایی در سطح بین‌المللی، زبان انگلیسی را فراگرفت. او به نمایندگی از سوئیس در مسابقه یوروویژن شرکت کرد و با ترانه «بدون من نرو» برنده مسابقه آواز یوروویژن ۱۹۸۸ شد.
اولین آلبوم سلین دیون به زبان انگلیسی و با عنوان Unison در سال ۱۹۹۰ عرضه شد و به او این اجازه را داد تا خود را در ایالات متحده و پس از آن کل دنیا معرفی کند. پس از آن، وی به تناوب آلبوم‌های فرانسوی و انگلیسی خود را راهی بازار کرد و موفق شد خود را به عنوان یکی از مهم‌ترین زنان خواننده به این دو زبان معرفی کند.
در ۱۹۹۹ و در اوج موفقیت، اعلام کرد که قصد دارد دو سال در کارش وقفه بیندازد؛ با این هدف که زندگی مشترکش را شروع کند و تمام وقتش را با همسرش که در آن زمان برایش تشخیص سرطان داده بودند بگذراند. وی در سال ۲۰۰۲ به عرصه موسیقی بازگشت و قراردادی سه ساله که بعدتر تا پنج سال تمدید شد برای ارائهٔ چهار یا پنج برنامه در هفته در سیزارز پالاس لاس وگاس امضا کرد. موسیقی سلین دیون نمایانگر تأثیر جریانات متنوع موسیقایی، از پاپ / راک گرفته تا کلاسیک است. علی‌رغم انتقاداتی که به اختلاط و تنوع ژانر در اغلب آلبوم‌هایش می‌شود، شهرت وی بیشتر به دلیل شایستگی صدای وی از لحاظ فنی است.
معروف‌ترین ترانه او، تیتراژ پایانی فیلم تایتانیک به‌نام «قلب من ادامه خواهد داد» بود که فیلم، بیش از ۱۰ سال رکورد پرفروش‌ترین فیلم جهان را در اختیار داشت. دیون بیش از دویست میلیون نسخه از دیسک‌های خود را در سراسر دنیا فروخته‌است. وی علاوه بر مراسم جوایز جهانی موسیقی در سال ۲۰۰۷، موفق به کسب جایزهٔ افسانه، به پاس «موفقیت جهانی و مشارکت مثال زدنی‌اش در صنعت موسیقی» شده‌است. در پایان سال ۲۰۰۹، دیون از سوی لس آنجلس تایمز، پردرآمدترین هنرمند آن دهه شناخته شد، که مجموع فروش آلبوم و درآمد کنسرت او بیش از ۷۴۷ میلیون دلار بود.

## زندگی‌نامه

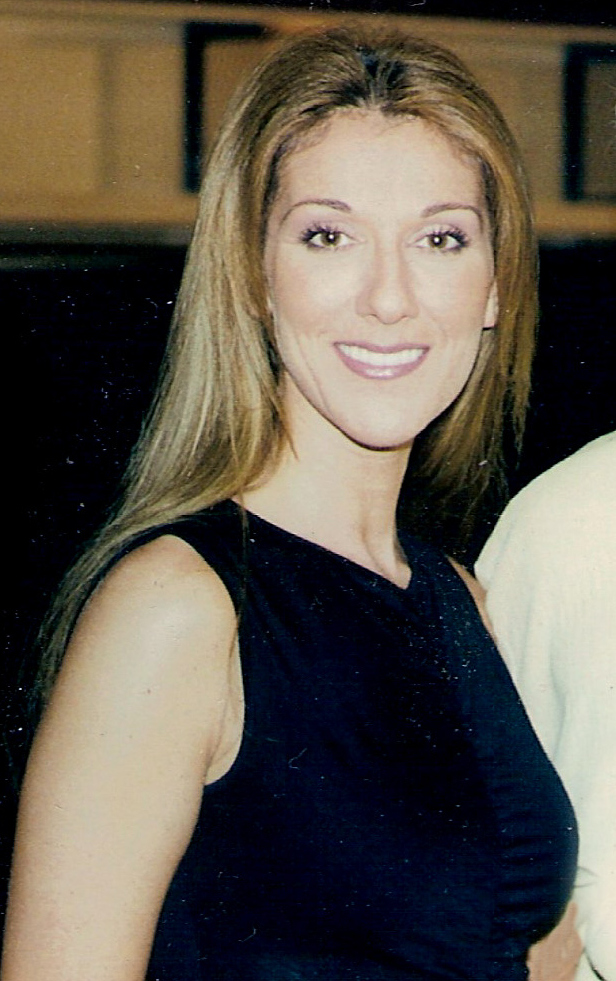
دیون در سال ۱۹۹۸

سلین دیون در خانواده‌ای فقیر در شارلمانی واقع در ایالت کبک کانادا به دنیا آمد. چهاردهمین فرزند خانواده‌ای بود که همه اهل موسیقی بودند. با کمک مدیر برنامه‌ها و همسر آینده‌اش رنه آنژلی که برای تأمین مالی اولین برنامهٔ او خانه‌اش را گرو گذاشته بود، ستاره‌ای جوان در جامعهٔ فرانسوی‌زبان کانادا شد. در ۱۲ سالگی، با همکاری مادر و برادرش ژاک به ساخت اولین ترانه خود، «تنها یک رؤیا بود»، پرداخت. برادرش میشل دیون قطعه را به منیجر موسیقی رنه آنژلی، که نام وی را از پشت آلبومی از ژینتو رنو یافته بود، فرستاد. آنژلی از صدای دیون به گریه افتاد و تصمیم گرفت که وی را به ستاره‌ای در موسیقی بدل سازد.
زمانی که او ۱۸ ساله بود، پس از دیدن اجرایی از مایکل جکسون، تصمیم گرفت که به هنرمندی موفق نظیر او تبدیل شود. این ستاره بعدها در اروپا و آسیا به دلیل بردن جوایز فستیوال جهانی موسیقی پاپ یاماها در سال ۱۹۸۲ و رقابت یوروویژن ۱۹۸۸ شناخته شد.
دیون تاکنون در سبک‌های متفاوتی کار کرده‌است از پاپ و راک تا موسیقی‌های مذهبی و کلاسیک و آثار او تحسین‌های فراوانی را به خود جذب کرده‌اند. او به خاطر توانایی تکنیکی، صدا و شیوهٔ خواندن قدرتمند خود معروف شده‌است. در سال ۲۰۰۴، بعد از فروش مجموع ۱۷۵ میلیون آلبوم جایزهٔ ویژه الماس از جوایز جهانی موسیقی برای پرفروش‌ترین آثار یک خوانندهٔ زن در جهان به او تقدیم شد.
وی در سال ۲۰۲۲ اعلام نمود که کلیه کنسرت های بهار ۲۰۲۳ و سفرهای اروپایی خود را به‌علت ابتلا به نوعی بیماری نادر دستگاه عصبی (سندرم استیف-پرسن)، مُلغی نموده است.

## زندگی خصوصی

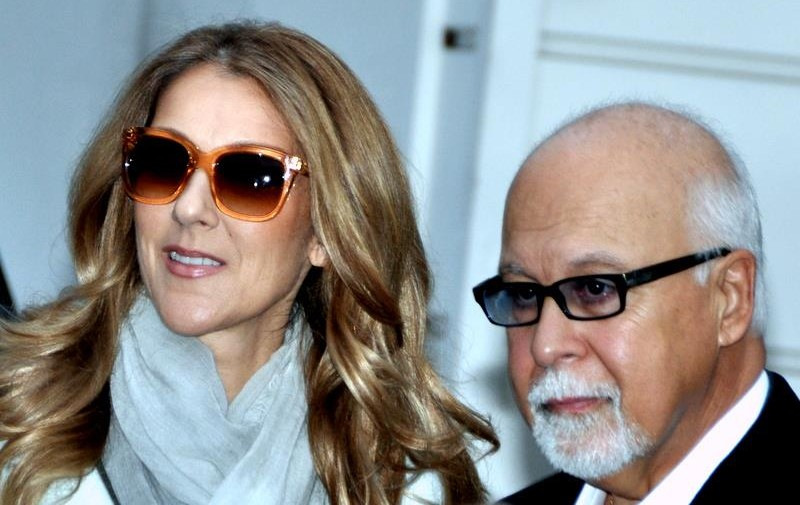
دیون و آنژلیل در سال ۲۰۱۲

دیون همسر و منیجر خود، رنه آنژلیل را پس از آنکه والدین او قطعه اولین ترانه ساخته شده وی را برای رنه فرستادند، نخستین بار در حالی که تنها ۱۲ سال داشت در سال ۱۹۸۰ ملاقات کرد. رنه در آن زمان ۳۸ ساله بود. آنها رابطه میان خود را از سال ۱۹۸۷ آغاز کردند و در سال ۱۹۹۱ نامزد یکدیگر شدند. آن‌ها در سال ۱۹۹۴ در کلیسای نتردام منترآل عروسی کردند. دیون و آنژلیل در ۵ ژانویه ۲۰۰۰، با تجدید عهد ازدواج، عروسی خود را بار دیگر جشن گرفتند.
در می ۲۰۰۰، دیون پس از تصمیم به استفاده از لقاح مصنوعی به دلیل سال ها تلاش ناموفق برای باردار شدن ، دو عمل کوچک در یک کلینیک باروری در نیویورک انجام داد تا شانس باروری خود را افزایش دهد. اولین پسر آنها، در ۲۵ ژانویه ۲۰۰۱ به دنیا آمد و نیز در روز ۲۳ اکتبر ۲۰۱۰، دوقلوهای پسر به دنیا آورد.
رنه در ژانویه ۲۰۱۶ بر اثر سرطان فوت کرد.
در دسامبر ۲۰۲۲، سلین دیون اعلام کرد که مبتلا به سندرم استیف-پرسن است و در نتیجه تمام اجراهایش لغو شد.

## ترانه‌شناسی
| آلبوم‌های استودیویی فرانسوی زبان - La voix du bon Dieu (1981) - Céline Dion chante Noël (1981) - Tellement j'ai d'amour... (1982) - Les chemins de ma maison (1983) - Chants et contes de Noël (1983) - Mélanie (1984) - C'est pour toi (1985) - Incognito (1987) - Dion chante Plamondon (1991) - D'eux (1995) - S'il suffisait d'aimer (1998) - 1 fille & 4 types (۲۰۰۳) - D'elles (2007) - Sans attendre (2012) - Encore un soir (2016) | آلبوم‌های استودیویی انگلیسی زبان - Unison (1990) - Celine Dion (1992) - The Colour of My Love (1993) - افتادن در دام تو (۱۹۹۶) - بیا درباره عشق حرف بزنیم (۱۹۹۷) - These Are Special Times (1998) - A New Day Has Come (2002) - One Heart (2003) - Miracle (2004) - Taking Chances (2007) - عاشقی‌ات به من جان دوباره داد (۲۰۱۳) - دلیری (۲۰۱۹) |